# Eygalières
Eygalières é uma comuna francesa na região administrativa da Provença-Alpes-Costa Azul, no departamento de Bouches-du-Rhône. Estende-se por uma área de 33,97 km². Em 2010 a comuna tinha 1 819 habitantes (densidade: 53,5 hab./km²).